# Baigneux-les-Juifs
Baigneux-les-Juifs település Franciaországban, Côte-d’Or megyében. Lakosainak száma 203 fő (2022. január 1.). Baigneux-les-Juifs Quemigny-sur-Seine, Poiseul-la-Ville-et-Laperrière, La Villeneuve-les-Convers, Ampilly-les-Bordes, Duesme, Étormay, Jours-lès-Baigneux és Orret községekkel határos.

## Népesség
A település népességének változása:
| Lakosok száma | 452  | 261  | 271  | 264  | 259  | 243  | 242  | 236  | 210  | 203  |
|               | 1968 | 1982 | 1999 | 2006 | 2012 | 2015 | 2017 | 2018 | 2020 | 2022 |